# Hobra
Hobra nebo taky dřevovláknitá deska je označení pro plošný materiál vyráběný lisováním dřevních vláken.

## Výroba
Dřevovláknité desky se mohou vyrábět suchým, nebo mokrým technologickým procesem. Základní surovinou při výrobě je dřevo z jehličnatých stromů. Dřevo se zpracuje na takzvanou dřevní štěpku, takto vzniklá drť v případě „mokrého“ procesu následně projde parní lázní ve které se postupně rozvlákní. Při mokrém procesu se nepoužívají žádné chemické příměsi, plně se využívá přirozených pojivých vlastnosti dřevních vláken. Tímto výrobním postupem se vyrábí desky menší tloušťky od 10 do 30 mm o objemové hmotnosti cca od 230 do 250 Kg/m3. Mokrý výrobní proces je energeticky více náročný. Naopak v suchém výrobním procesu se dřevní vlákna lepí pryskyřicí, tímto způsobem lze docílit výroby desek větších tlouštěk od 40 do 240 mm při objemové hmotnosti od 140 do 240 Kg/m3. Tato výroba je energeticky méně náročná.

## Etymologie
Název vznikl zkrácením německého názvu Holzfaserplattenwerk Braunau (česky Továrna na dřevovláknité desky Broumov). Z lingvistického hlediska jde o přenesení vlastního jména na celý druh a změnu na jméno obecné či druhové, podobně jako se to stalo u slov lux, karma aj.

## Historie

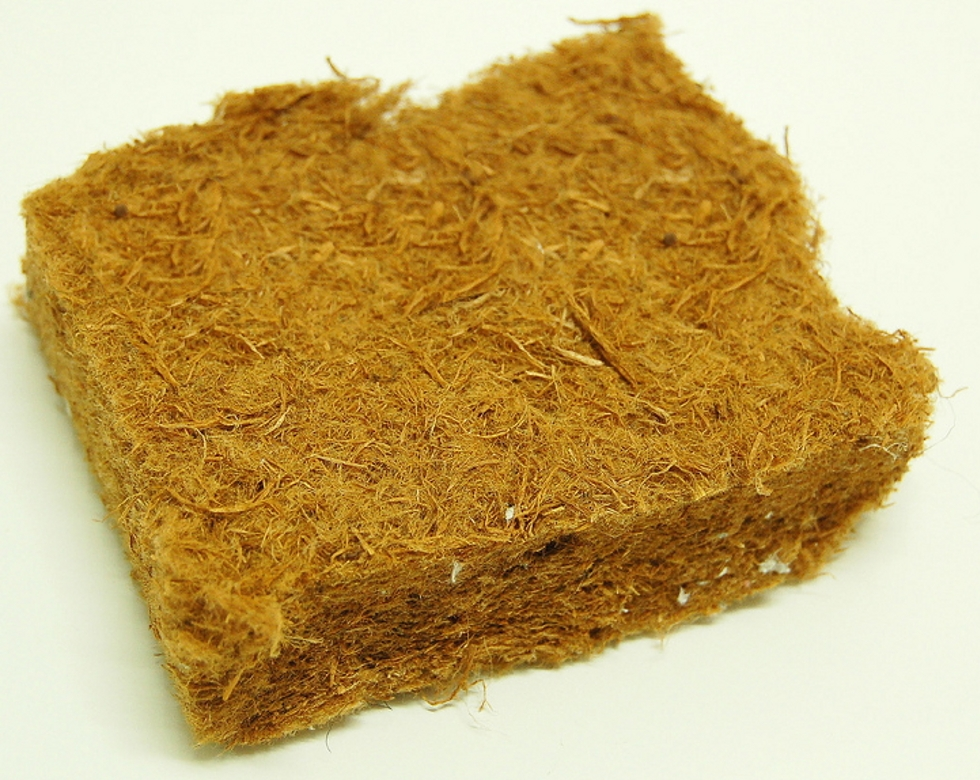
Základní materiál pro výrobu desek Hobra

V roce 1929 se Broumovskem přehnala silná vichřice, která silně poškodila lesy vlastněné klášterem v Broumově. V průběhu likvidace následků této katastrofy byl v roce 1930 založen klášterní provoz, který začal zpracovávat vzniklý dřevní odpad.
Klášterní provoz byl zanedlouho prodán a započal s výrobou měkkých dřevovláknitých desek, které se začaly prodávat pod obchodním názvem HOBRA, vzniklým ze jména výrobce „Holzfaserplattenwerk Braunau“. Protože desky HOBRA nebyly drahé, staly se oblíbeným materiálem užívaným ve stavebnictví a označení se stalo součástí spisovné češtiny.
V roce 1945 převzal firmu stát a začlenil ji do podniku Úpské, později Krkonošské papírny. Výroba hobrových desek byla přenesena do nově vybudovaného (1952) závodu národního podniku Smrečina v Banské Bystrici, který se specializoval na jejich výrobu. Dodával je pod názvem Izoplat.
V broumovské továrně byla papírenská technologie využita k výrobě filtračních desek (1950) a izolačních materiálů (1965). Zprvu byl ve výrobcích azbest, od roku 1985 je již výroba na bázi nezávadných minerálních materiálů.

## Současnost
V současné době se v ČR hobrové desky nevyrábějí a jsou dováženy z okolních zemí. Na Slovensku byly v bývalé Smrečině (Smrečina Hofatex a.s.) vyráběny desky Hofatex Standard natur, které zcela odpovídají dřívějším hobrám.
Broumovský závod se dnes jmenuje HOBRA - Školník a vyrábí materiály pro filtraci a separaci spolu s vysokoteplotními a žárovzdornými izolacemi.